# Couma macrocarpa
Couma macrocarpa är en oleanderväxtart som beskrevs av João Barbosa Rodrigues. Couma macrocarpa ingår i släktet Couma och familjen oleanderväxter. Inga underarter finns listade i Catalogue of Life.